# Rebellflottan
Rebellflottan, eller Revolta da Armada (portugisiska), var en revolt i den brasilianska flottan mot den republikanska regeringen år 1893 till 1894. Revolten leddes av amiralerna Custódio José de Melo och Saldanha Da Gama. De hade begärt nyval efter den i förtid avgående presidenten Deodoro da Fonseca. Men vicepresidenten, Floriano Peixoto hade avslagit begäran - i strid mot konstitutionen.

## Bakgrund
Den portugisiska kungafamiljen bosatte sig i Brasilien 1807 efter att Napoleon ockuperat Portugal. Då hovet återvände till Portugal 1821, stannade kronprinsen Pedro (1798-1834) kvar. Året därpå förklarade denne landet självständigt och Pedro I kröntes till kejsare. Portugal erkände självständigheten 1824.
På grund av sviktande hälsa abdikerade Pedro I 1831 till förmån för sin femårige son Pedro II, som regerade fram till 1889.

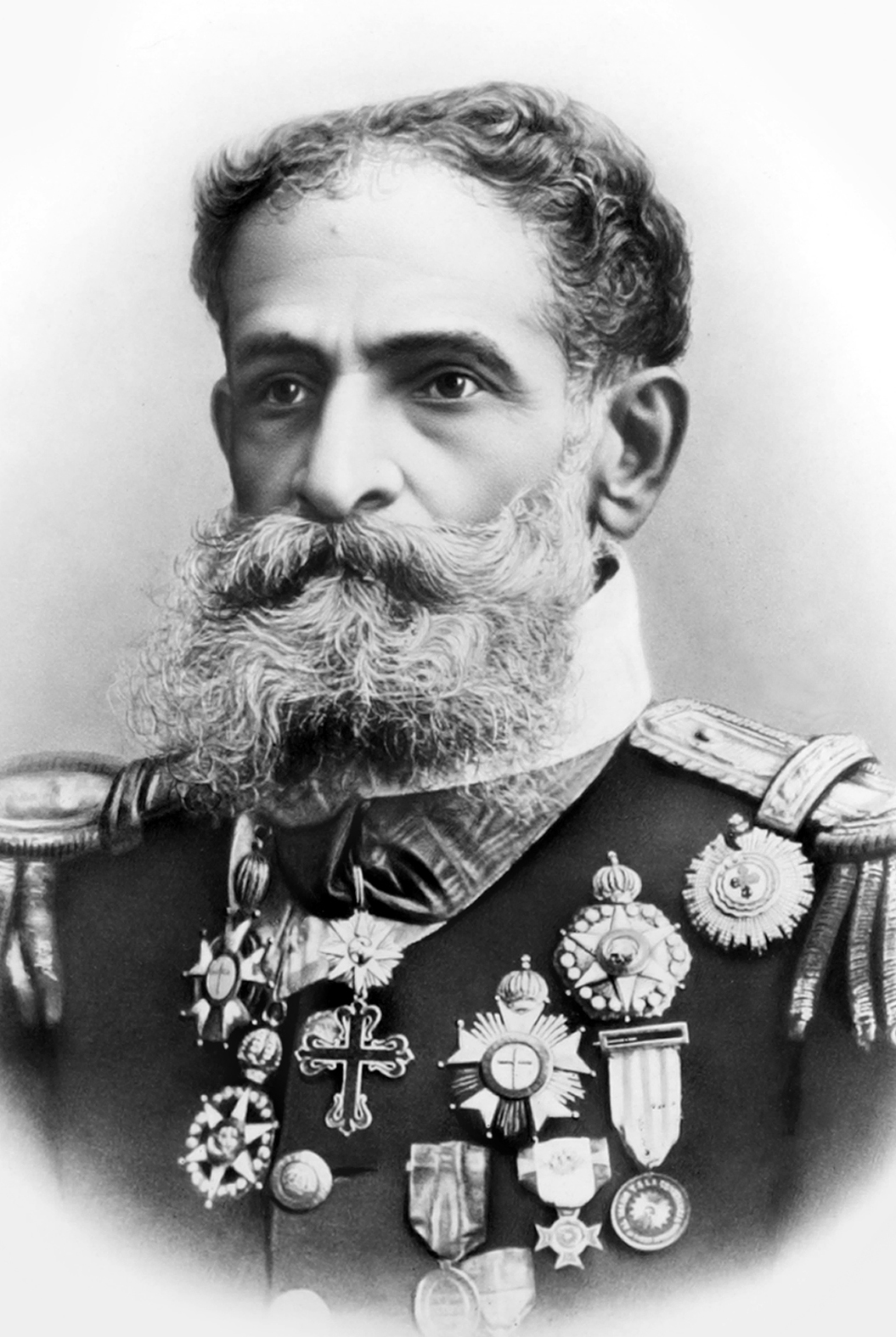
Deodoro da Fonseca (1889)

År 1888 upphävdes slaveriet i Brasilien. Detta blev en ekonomisk katastrof för haciendaägarna i södra Brasilien, och dessa skyllde det kaos som uppstod på kejsar Pedro II. Kyrkan hade nyligen skiljts från staten, och armén beskyllde politikerna för vanvård.
Den 15 november 1889 beordrade arméchefen marskalk Deodoro da Fonseca att regeringsbyggnaderna i Rio de Janeiro skulle ockuperas och utropade sig själv till den federala republikens förste president. Kejsardömet hade därmed kollapsat. Han utsåg en annan marskalk, Floriano Peixoto, till vicepresident och konteramiralen Custódio de Mello till sjö- och krigsminister.

## Första revolten

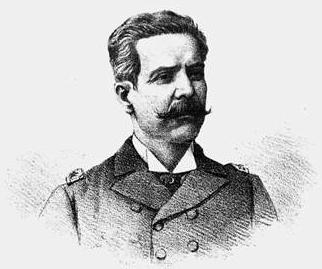
Konteramiral Custodio José de Mello

Efter novemberrevolutionen uppstod ekonomisk och politisk kris i landet. President Fonseca upplöste parlamentet och utlyste undantagstillstånd. Den brasilianska marinen som av tradition varit lojala mot kejsarmakten och ansåg sig missgynnade i den nya republiken revolterade i slutet av 1891 och amiral de Mello hotade att bombardera Rio de Janeiro. Fonseca tvingades att avgå för att undvika inbördeskrig.

## Andra revolten

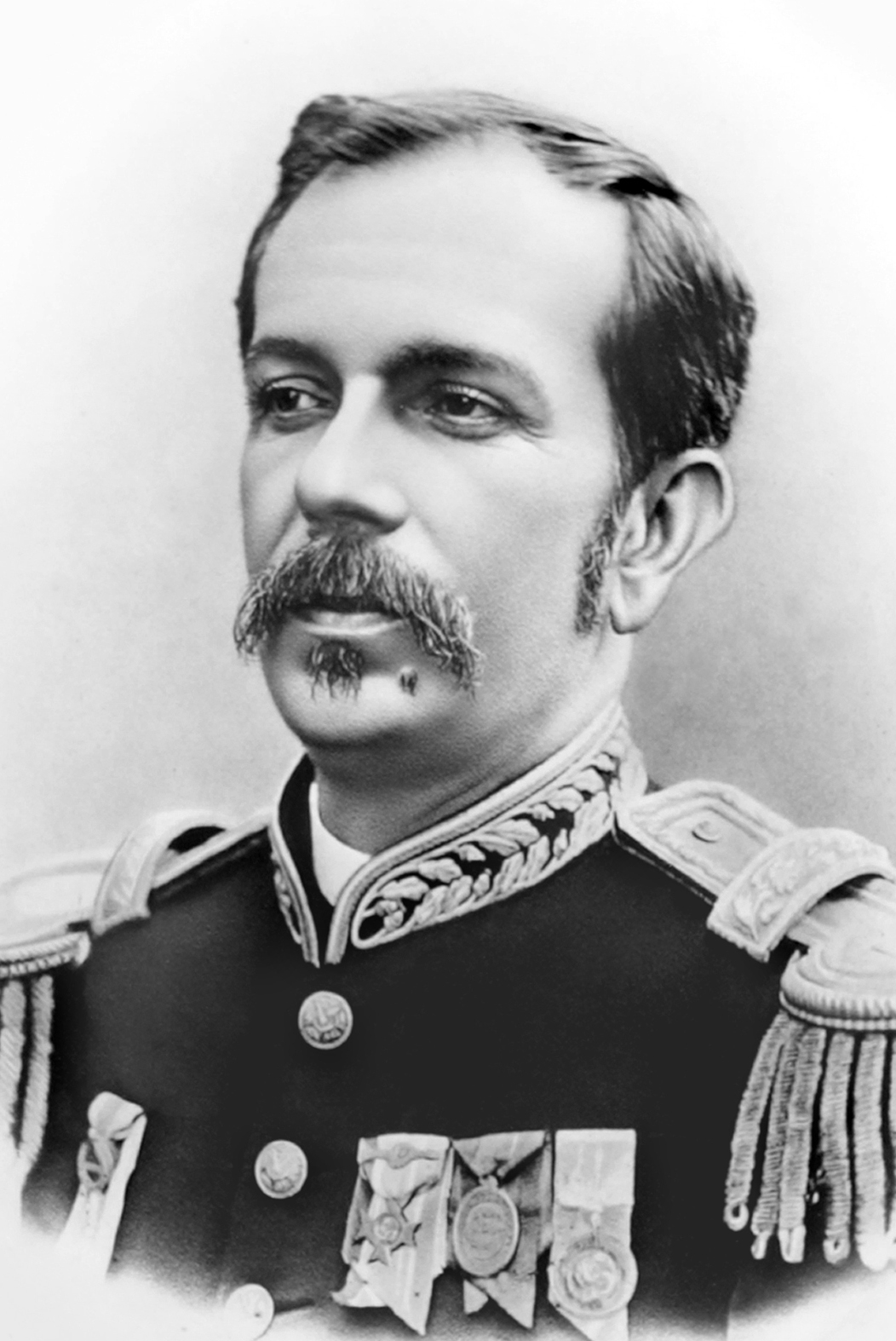
Floriano Peixoto (1891)

Den andra revolten började i mars 1892 då 13 generaler skickade ett manifest till president Peixoto och begärde val till presidentämbetet enligt den nya konstitutionen. Presidenten ignorerade rörelsen och beordrade att ledarna skulle arresteras. I september året efter revolterade den brasilianska marinen och blockerade Rio de Janeiro. Den 13 september gav presidenten order att alla befästningar i Guanabarabukten skulle bombardera rebellernas fartyg och deras fäste på ön Ilha de Villegagnon. Rebellflottans flaggskepp lyckades komma undan men förödelsen på Villegagnon blev stor.

### Mellanspel
År 1893 var det 400 år sedan Columbus reste till Amerika för första gången. Detta firade USA med en internationell flottparad i New Yorks hamn. Bland utländska örlogsfartyg deltog kryssaren Aquidabã med den brasilianska marinministern amiral Custódio de Mello ombord. När de Mello återkom tillbaka Rio de Janeiro hade presidenten intrigerat och format nya allianser. Amiralen Netto hade utsetts till chef för marinen. De Mello protesterade och återtog sin flotta och förklarade sig vara Brasiliens befriare.
Presidenten med stöd av det republikanska partiet i Sao Paulo gav då order till ambassadörer i USA och Europa att införskaffa nya örlogsfartyg. Som mellanhand fungerade den amerikanske bankiren Charles Flint. Ett antal örlogsfartyg, byggda i USA, England och Tyskland överfördes till den brasilianska republiken och anlände till Pernambuco i början av 1894.

### Sjöstriden vid Sankta Catarina
I början av april 1894 gav president Peixoto order till regeringsflottan att anfalla de Mellos flotta som låg vid ön Santa Catalina i delstaten São Paulo. Presidenten kallade till sig den svenske kommendörkaptenen Nils Fock, som var lärare i vapenteknik vid den brasilianska sjökrigsskolan på ön Enxada. Fock, expert på det nya torpedvapnet, utnämndes till vapenchef på den engelskbyggda torpedkryssaren Gustavo Sampaio.
Den 12 april samlades en eskader ur regeringsflottan norr om Santa Catalina. Natten till den 17 april gick Gustavo Sampaio och fyra torpedbåtar in mot staden Desterro. Gustavo Sampaio fick in en fullträff på rebellflottans flaggskepp Aquidaban som sjönk på grunt vatten. Det var första gången den brasilianska flottan använde torpeder.
Slagskeppet Aquidabã kunde repareras och döptes om till Dezesseis de Abril (svenska: Sextonde April)
Amiral Custodio José de Mello gick i landsflykt i Buenos Aires och återkom till Brasilien efter några år och blev ledamot i parlamentet.
Staden Desterro döptes om till Florianopolis för att hedra presidentens seger.

### Fartyg i rebellflottan
- Slagskepp, Aquidabã (Det träffades av en torped och sjönk på grunt vatten, kunde bärgas och repareras)
- Kryssare, Almirante Tamandaré
- Pansarskepp, Sete de Setembro (sjönk vid arsenalen i Niterói. 9 februari 1894)
- Kryssare, Republica
- Kryssare, Trajano
- Jagare, Esperança
- Jagare, Pereira da Cunha (sjönk efter träffats av artillerield under striden i Guanabarabukten, 23 februari 1894)
- Kanonbåt, Marajó (sjönk vid arsenalen i Niterói. 9 februari 1894)
- Torpedbåt, Araguari
- Torpedbåt, Iguatemi
- Torpedbåt, Marcílio Dias
- Monitore, Jatai (sjönk under striden i Guanabarabukten, 23 februari 1894)
- Transportfartyg, Madeira (sjönk under striden i Guanabarabukten, 23 februari 1894)

### Fartyg på regeringssidan

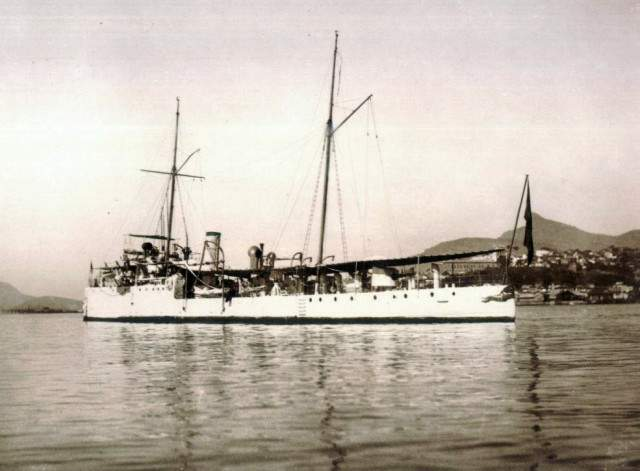
Jagaren Gustavo Sampaio.

- Jagare, Gustavo Sampaio, före detta Aurora, byggd i England
- Pansarskepp, Alagoas
- Pansarskepp, Solimões (sjönk av okänd anledning i mars 1894)
- Kryssare, Tiradentes
- Kryssare, Andrada
- Kryssare, Parnaíba
- Kryssare,Niteróy
- Kanonbåt Piratini
- Kryssare, Pedro Afonso
- Torpedbåt,  Bento Gonçalves (sjönk på den nordöstra kusten 1 december 1893)
- Torpedbåt, Silva Jardim
- Torpedbåt, Silvado, skadad vid Sankta Catarina
- Torpedbåt, Pedro Ivo (svårt skadad av egen torped vid avfyrning)
- Torpedbåt,  Sabino Vieira
- Transportfartyg, São Salvador
- Transportfartyg, Santos
- Transportfartyg,  Itaipu